# Трудовое (Нижегородская область)
Трудово́е — село в Дивеевском районе Нижегородской области. Входит в состав Елизарьевского сельсовета.

## История
В 1965 году указом Президиума Верховного Совета РСФСР село Дурновка переименовано в Трудовое.

## Население
| 2002 | 2010 |
| ---- | ---- |
| 48   | ↘36  |

## Улицы
В селе имеется одна улица — Козлова.